# Hrabstwo Madera
Hrabstwo Madera (ang. Madera County) – hrabstwo w stanie Kalifornia w Stanach Zjednoczonych. Obszar całkowity hrabstwa obejmuje powierzchnię 2153,32 mil² (5577,07 km²). Według szacunków United States Census Bureau w roku 2009 miało 148 632 mieszkańców.
Hrabstwo powstało w 1893 roku. Na jego terenie znajdują się:
- miejscowości – Chowchilla, Madera,
- CDP – Ahwahnee, Bass Lake, Bonadelle Ranchos-Madera Ranchos, Coarsegold, Fairmead, La Vina, Madera Acres, Nipinnawasee, Oakhurst, Parksdale, Parkwood, Rolling Hills, Yosemite Lakes.